# Thalassocnus
Thalassocnus je vyhynulý rod lenochoda, řazený buďto do čeledi Nothrotheriidae, anebo Megatheriidae. Pět známých druhů rodu Thalassocnus, jejichž stratigrafický výskyt sahá od miocénu po pliocén, společně tvoří monotypickou podčeleď Thalassocninae. Rod byl vědecky popsán roku 1995, s typovým druhem T. natans. Největší množství nálezů pochází z peruánského souvrství Pisco, další pak z Chile (souvrství Bahía Inglesa) či Argentiny (souvrství Tafna).
Zástupci rodu Thalassocnus bývají interpretováni jako jedna anagenetická linie, zahrnující postupně druhy T. antiquus (7,8 mya), T. natans (6 mya), T. littoralis (3 mya), T. carolomartini (3–4 mya) a T. yaucensis (1,5–3 mya). Linie vykazuje postupné zvětšování tělesné velikosti, kdy délka stehenní kosti u T. littoralis činí asi 265 mm, zatímco v případě T. yaucensis je přibližně o dvě třetiny větší. Obří lenochodi rodu Thalassocnus jsou pozoruhodní skutečností, že se postupně přizpůsobili životu v pobřežních mořích, přičemž adaptace na tento životní styl doprovází několik pozorovaných evolučních trendů. Odvozenější druhy vykazují nárůst kostní hmoty napomáhající ponoru, nejstarší druhy zároveň nesly tělesnou váhu spíše na boční straně chodidla, zatímco odvozenější formy byly druhotně plantigrádní. Lenochodi rodu Thalassocnus zřejmě plavali pomocí všech čtyř končetin, zatímco znatelně prodloužený ocas, s více než 20 obratli o více než třetinu delší než u jiných lenochodů, usnadňoval ponoření pod vodu a udržování stability. Přední část lebky je výrazně prodloužená až lopatovitá, s životem a krmením pod vodou se pojí postupné narovnávání mezičelisti a anterodorzální orientace nosního otvoru.
Studie z roku 2004 přišla se závěrem, že druhy T. antiquus, T. natans a T. littoralis se živily spíše vyplavenou vodní vegetací při pobřeží nebo ve velmi mělkých vodách, zatímco druhy T. carolomartini a T. yaucensis se krmily již výhradně v hlubší vodě, vyhynutí vodních lenochodů je pak dáváno do souvislosti s poklesem teploty moří a úbytkem potravy, snad s přispěním pro chudozubé typické nízké bazální rychlosti metabolismu. Nález pozůstatků připisovaných těmto lenochodům z vnitrozemí Argentiny nicméně svědčí pro komplikovanější evoluční a paleobiogeografickou historii rodu Thalassocnus.